# Hamideh Kheirabadi
Hamideh Kheirabadi (21 de diciembre de 1924 - 9 de abril de 2010) fue una célebre actriz de cine y teatro iraní. Hamideh participó en más de 200 películas y en más de 20 series de televisión. Dentro de Irán, era cariñosamente conocida como Nādereh y Madre del Cine iraní.

## Vida y carrera
Hamideh Kheirabadi nació en Rasht, la capital de la Provincia de Gilan, Irán. Aunque se casó a los 13 años, continuó con sus estudios y terminó su educación secundaria. En la mitad de la década de 1950 se divorció y vivió a partir de entonces con su hija, Soraya Ghasemi (nacida en 1940). Su carrera como actriz comenzó en 1947 en teatro.
Trabajó con un gran número de célebres directores de cine iraní, tales como Ali Hatami, Dariush Mehrjoui, Masud Kimiai, Mohsen Makhmalbaf, Sirus Alvand, Sirus Moghaddam y Tahmineh Milani. Ella fue tres veces nominada al Premio Crystal Simorgh. Durante la segunda Celebración de Actores de la Pantalla iraní, que se celebró el 5 de enero de 2008, en el Arikeh-ye Iranian Hall de Teherán, Kheirābādi, fue galardonada con el Premio a la trayectoria.

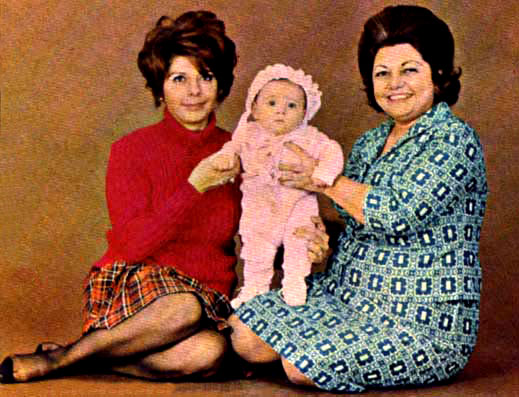
Kheirabadi con su hija, Soraya y su nieta, Parmida

Se había informado de sus planes de regresar a la pantalla después de seis años de ausencia en la actuación el 23 de abril de 2010, en el papel de ella misma en una serie llamada La Tierra de la Gente (Zamin-e Ensān-hā), dirigida por Abolhasan Dāvoudi.
Hamideh Kheirābādi murió en su casa de Teherán la noche del lunes 19 de abril de 2010, a la edad de 86 años. La causa de su muerte se informó como derrame cerebral. Hamideh Kheirābādi fue enterrada en la sección 66 del cementerio de behesht-e Zahra en Teherán, el martes 20 de abril de 2010.

## Filmografía
Con una extensa filmografía, Hamideh Kheirabadi puede ser encontrada en la Wikipedia Gilaki. En la actualidad una menos extensa filmografía suya está disponible en la Wikipedia Persa. La que sigue es sólo una parte de su filmografía.

### Largometrajes
- Amir Arsalān-e Nāmdār (Amir Arsalān los Grandes), 1955, dirigida por Shāpour Yāsami.
- Almās 33 (Diamante 33), de 1967, dirigida por Dariush Mehrjoui
- Reza Motociclista (Reza Motori) (1970) dirigida por Masoud Kimiai
- Wood Pigeon (Toghi) (1970) dirigida por Ali Hatami
- Bābā Shamal (Bābā Shamal), de 1971, dirigida por Ali Hatami
- Hak Yolu (Mive-ye gonah), de 1971, dirigida por Mahmoud Koushan
- Mehdi in Black and Hot Mini Pants, 1972
- Shab-e Aftābi (El sol de la Noche), de 1977, dirigida por Sirus Alvand
- Ejāreh-neshin-hā (Los Inquilinos), de 1986, dirigida por Dariush Mehrjoui
- Mādar (Madre), de 1989, dirigida por Ali Hatami
- Bach'che'hā-ye Talāgh (Los Hijos del Divorcio), de 1989, dirigida por Tahmineh Milani
- Bānu (La Señora), de 1991, dirigida por Dariush Mehrjoui
- Honarpisheh (El Actor), de 1992, dirigida por Mohsen Makhmalbaf
- Soroud-e Tavallod (The Birthday-song), de 2004, dirigida por Ali Ghavitan

### Serie de televisión
- Pedar Salar (El Paternalista), de 1993, dirigida por Akbar Khājavi
- Khaneh Sabz (La Casa Verde), de 1996, dirigida por Bijan Birang y Masoud Rassām